# Le Cailar
Le Cailar település Franciaországban, Gard megyében. Lakosainak száma 2566 fő (2022. január 1.). Le Cailar Aigues-Vives, Aimargues, Codognan, Saint-Laurent-d’Aigouze, Vauvert, Vergèze és Vestric-et-Candiac községekkel határos.

## Népesség
A település népességének változása:
| Lakosok száma | 1158 | 1412 | 1929 | 2369 | 2370 | 2401 | 2412 | 2418 | 2467 | 2566 |
|               | 1968 | 1982 | 1990 | 2006 | 2013 | 2015 | 2017 | 2019 | 2020 | 2022 |